# Chelonus medinus
Chelonus medinus är en stekelart som beskrevs av Papp 2003. Chelonus medinus ingår i släktet Chelonus och familjen bracksteklar. Inga underarter finns listade i Catalogue of Life.